# Nepremičnina
Nepremičnina, po SPZ (stvarnopravni zakonik), se uporablja za zemljiško parcelo. Je prostorsko odmerjen del zemeljske površine, skupaj z vsemi sestavinami. To pomeni, da je nepremičnina načeloma enaka osnovni enoti zemljiškega katastra, ta pa je zemljiška parcela (18. člen SPZ). Parcela pa je strnjeno zemljišče, ki leži znotraj ene katastrske občine in je v zemljiškem katastru označena kot parcela s parcelno številko.
Sestavni del nepremičnin pa so tudi vse njene sestavine, ki se v skladu s splošnim prepričanjem štejejo za del druge stvari. Zanje je značilno, da ne morejo biti samostojen predmet stvarnih pravic, dokler se ne ločijo od glavne stvari. To pomeni, da so vsi objekti in zgradbe na, nad ali pod zemljiščem sestavina nepremičnine, kar se imenuje načelo povezanosti zemljišča in objekta ali načelo superficies solo cedit. 
Kot nepremičnine se pojavljajo tudi posebni deli zgradb v etažni lastnini in zgradbe, ki so na nepremičnini zgrajene  na podlagi stavbne pravice. Ta dva primera predstavljata izjemo od načela povezanosti zemljišča.
Nepremičnina ne sme postati sama svoj lastnik (Stvarnopravni zakonik (SPZ) z novelo SPZ-B: Razširjena uvodna pojasnila, stran 25) 